# Raimondo Vianello

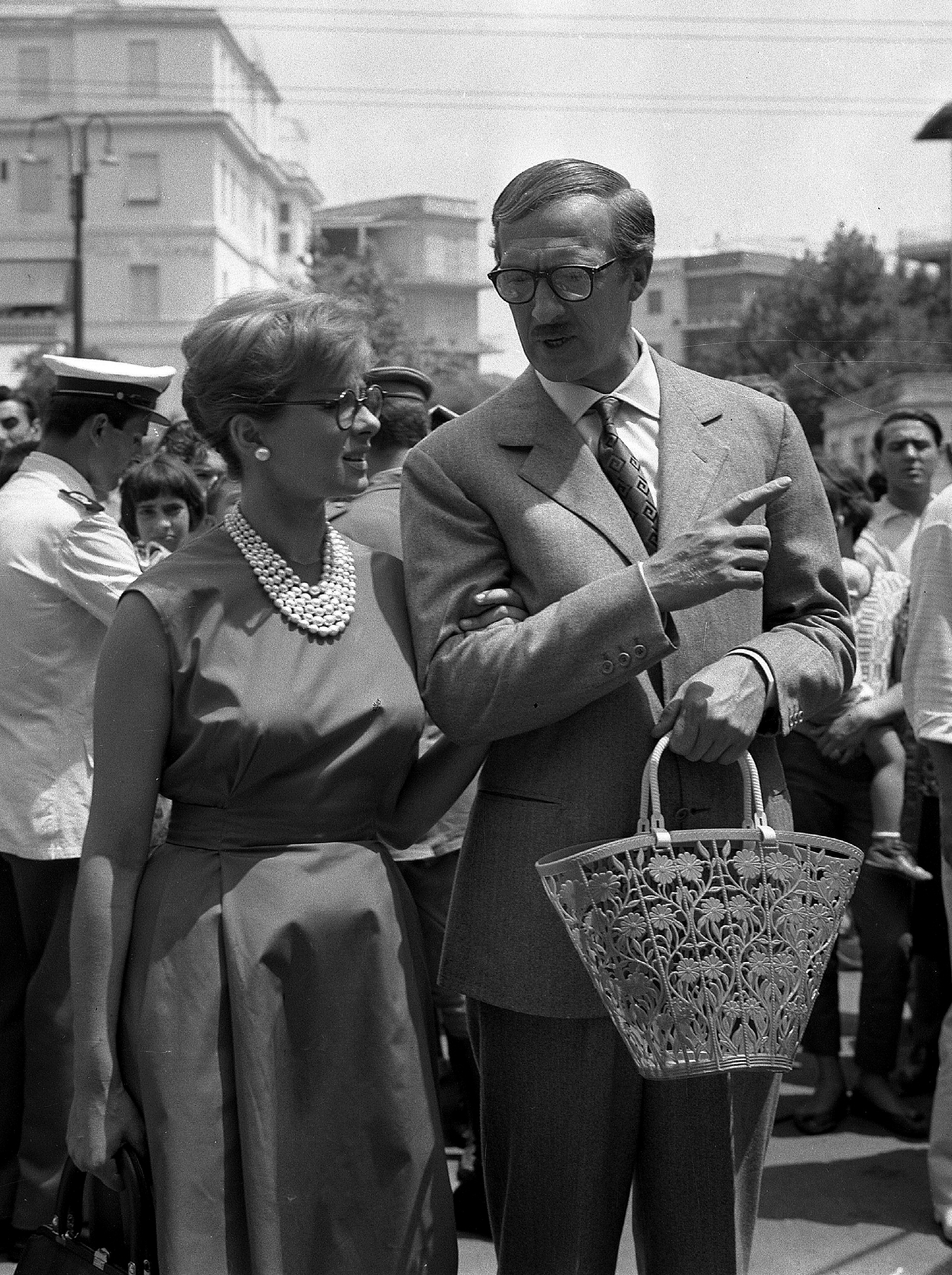
Sandra Mondaini y Raimondo Vianello (1960)

Raimondo Vianello (7 de mayo de 1922 – 15 de abril de 2010) fue un actor, humorista y presentador televisivo de nacionalidad italiana.

## Biografía

### Inicios
Nacido en Roma, Italia, era el cuarto hijo de Guido Vianello, de origen veneciano, y Virginia, miembro de una antigua familia de Macerata. Vianello era sobrino del poeta Alberto Vianello y primo del cantante Edoardo Vianello. Pasó su juventud en Pula, a donde había sido destinado su padre, almirante de la Regia Marina al mando de la famosa academia naval austrohúngara, y después, durante la Segunda Guerra Mundial, en la Gobernación de Dalmacia, también a causa del servicio de su padre. Más adelante, Vianello se inscribió en la facultad de derecho, donde se graduó, aunque sin llegar a ejercer la profesión. Tras su adhesión a la República Social Italiana como suboficial de los bersaglieri, en 1945 fue detenido por los Aliados en el campo de concentración de Coltano junto a personajes famosos como Enrico Maria Salerno, Walter Chiari, Enrico Ameri, y Mirko Tremaglia.
Poco después de finalizar la guerra, fue atleta y dirigente del Centro Nazionale Sportivo Fiamma, aunque también era un apasionado del fútbol, jugando en un equipo de tercera categoría.

### Comienzo de su carrera artística. Encuentro con Sandra Mondaini

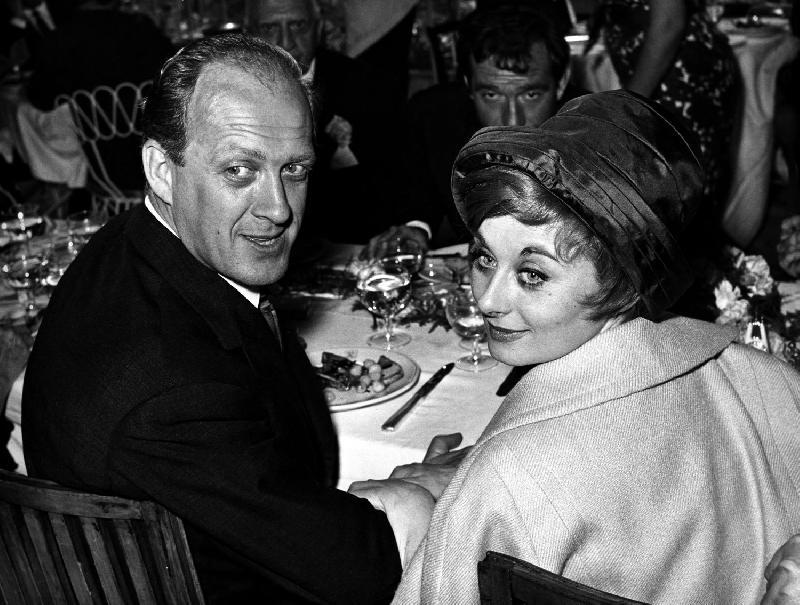
Vianello y Sandra Mondaini el día de su boda

Comenzó como actor de revista con Cantachiaro n°2, di Pietro Garinei y Sandro Giovannini, que tuvo un gran éxito. Aunque siguió participando en espectáculos teatrales, en los años 1950 se inició en el cine como actor de carácter, trabajando junto a intérpretes como Totò, Franco Franchi y Ciccio Ingrassia, Virna Lisi y su amigo Ugo Tognazzi. Entre los directores para los que actuó figuran Mario Mattoli, Oreste Biancoli, Renzo Tarabusi y Marcello Marchesi.
Su gran éxito llegó con la televisión, en el programa Un due tre, actuando junto a Ugo Tognazzi, que conocía desde el año 1951, y con el cual comenzó una relación artística que duró toda la década. Un due tre fue el primer ejemplo de sátira televisiva, y que no evitaba mencionar al Presidente de la República y al Consejo. 
Sin embargo, y a causa de una burla que la pareja Tognazzi-Vianello llevó a cabo con ocasión de un incidente ocurrido en el Teatro de La Scala protagonizado por el presidente italiano Giovanni Gronchi, se decidió la suspensión del show.

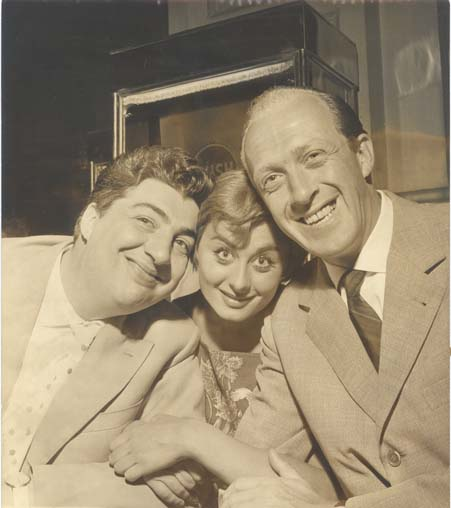
Gino Bramieri, Sandra Mondaini y Raimondo Vianello en 1958

En 1958 conoció a Sandra Mondaini, hija del pintor Giacinto Mondaini, con la cual trabajó en el teatro con Sayonara Butterfly, parodia de la ópera de Giacomo Puccini.
En 1960, rodó el film Le olimpiadi dei mariti con Sandra Mondaini y Ernesto Calindri. Esa misma temporada Vianello y Mondaini presentaron una revista muy tradicional, Un juke box per Dracula, con abundante sátira política y social. El 28 de mayo de 1962 se casó con Sandra Mondaini.

### Décadas de 1960 y 1970
En 1963 actuó con su mujer en Il giocondo, haciendo después otros muchos shows juntos. En 1967 participó en la presentación de Il tappabuchi con Mondaini y Corrado Mantoni y Nanni Loy.
Al año siguiente volvió de nuevo a TV con el programa Su e giù, en el cual volvió a trabajar con Mondaini y Corrado. También con su esposa, hizo una versión radiofónica con Io e lei. En 1969 presentó con Johnny Dorelli el programa musical de variedades de la Rai Canzonissima. En el show intervenían Alice y Ellen Kessler.
Vianello fue guionista de diversos filmes en 1970, muchos de ellos dirigidos por Steno. El primero fue Il trapianto, y el último Sbirulino (1982), protagonizado por su mujer y dirigido por Flavio Mogherini. En los años 1970, el matrimonio participó en diversos programas de variedades emitidos por la RAI, y que tuvieron un gran éxito. El primero fue Sai che ti dico? (1972), en el cual trabajaron junto a Iva Zanicchi y Minnie Minoprio.
En 1974 presentó Tante scuse, y al siguiente año Di nuovo tante scuse, shows en los que intervenían Ricchi e Poveri, Tonino Micheluzzi y Enzo Liberti. A finales de 1976, Sandra y Raimondo dejaron un tiempo la televisión para llevar su humor al programa radiofónico de variedades Più di così, en el cual también actuaban Ornella Vanoni, Ricchi e Poveri y Alighiero Noschese. 
La pareja volvió a televisión en 1977 con Noi... no!, y al año siguiente protagonizaron Io e la Befana, con participación de Gigi Sammarchi y Andrea Roncato.
En 1980, en el local Bussola Versilia de Marina di Pietrasanta, los Vianello presentaron junto a Delia Scala el espectáculo Una rosa per la vita, uno de los primeros ejemplos de iniciativa televisiva destinada a la recogida de fondos para luchar contra el cáncer; la gala, que tuvo la participación de numerosos personajes del mundo del espectáculo, se repitió otros dos años con la misma fórmula y los mismos presentadores. Posteriormente, Vianello presentó el concurso Sette e mezzo, mientras que en 1981 presentó, de nuevo con su mujer, el show Stasera niente di nuovo, últimos de los espectáculos realizados en la RAI, con participación de Heather Parisi, Gianni Agus y Enzo Liberti.

### Televisión comercial
En 1982, siempre junto a Sandra, fue uno de los primeros artistas de gran fama en dejar la RAI para trabajar en la recién nacida cadena televisiva privada de Fininvest con el show Attenti a noi due, emitido en Canale 5, y en el cual los cónyuges eran protagonistas junto a la participación de Al Bano, Romina Power, Ricchi e Poveri y Trixie Revelli, los cuales posteriormente hicieron otros shows de entretenimiento como Attenti a noi due 2 (1983) y Sandra e Raimondo Show (1987), con Cinzia Lenzi, Bonnie Bianco, Galyn Gorg, Alessandra Martines, Steve La Chance, Sabrina Salerno y Tracy Spencer.
Presentó solo, y siempre en Canale 5, los concursos Zig Zag (1983-1986), en el que trabajaba con Simona Mariani (sustituida más adelante por Elena Mattolini) y Enzo Liberti, y Il gioco dei 9 (1988-1990).
A los diez años del nacimiento de la televisión comercial, en 1990 la pareja Vianello Mondaini fue llamada para presentar un episodio del programa Buon compleanno Canale 5, con Heather Parisi como principal presentadora, y con Mike Bongiorno, Corrado y Marco Columbro entre otros presentadores.
Desde 1988 a 2007 Sandra y Raimondo fueron los protagonistas de Casa Vianello, la sitcom más famosa y longeva producida por la televisión italiana: se realizaron 16 temporadas con un total de 343 episodios. Junto a la pareja actuaba también Giorgia Trasselli. Entre 1996 y 1997 la serie derivó en cinco telefilmes titulados Cascina Vianello, en los que participó Paola Barale, y otros cinco con el título I misteri di Cascina Vianello.
A la vez, Vianello presentaba en Italia 1 la transmisión deportiva Pressing (1991-1999). Desde 2000 a 2006 fue invitado y comentarista de la emisión deportiva Pressing Champions League, presentada por Massimo De Luca. Convertido en un icono del "buen presentador", por su capacidad para transmitir una atmósfera cordial, Vianello fue después llamado por la RAI para presentar el Festival de San Remo de 1998, trabajando junto a Eva Herzigova y Veronica Pivetti.
El 29 de noviembre de 1998 también fue invitado del especial televisivo I tre tenori, presentado por Enrico Mentana e Maurizio Costanzo para Canale 5. 
En 2003 Sandra y Raimondo participaron en el programa La fabbrica del sorriso, presentado por Gerry Scotti, Claudio Bisio, Alessia Marcuzzi y Michelle Hunziker, y en 2004 hicieron su último programa televisivo, Sandra e Raimondo Supershow.

### Últimos años
La ficción Crociera Vianello (2008) fue el último trabajo del célebre matrimonio. Siempre en 2008, fueron invitados en la noche final del Festival de San Remo, presentado por Pippo Baudo, en el que recibieron el Premio a la Creatividad de la Società Italiana degli Autori ed Editori, un importante reconocimiento a su larga carrera. En julio de ese año, el Roma Fiction Fest concedió a la pareja el premio RFF a su carrera.
Raimondo Vianello falleció a los 87 años de edad el 15 de abril de 2010 en el Hospital San Raffaele de Milán, a causa de una insuficiencia renal. Su mujer falleció cinco meses después. Vianello fue enterrado en Roma, en el Cementerio del Verano. 

## Teatro
- Cantachiaro n° 2, dirección de Oreste Biancoli (1945)
- Soffia so... ai bagni di mare, dirección de Mario Mattoli (1946)
- Soffia so... n° 2, dirección de Mario Mattoli (1946)
- Sono le dieci e tutto va bene, dirección de Mario Mattoli (1946-1947)
- Domani è sempre domenica, dirección de Pietro Garinei y Sandro Giovannini (1946-1947)
- Buon appetito, de Michele Galdieri (1948)
- Quo vadis, dirección de Oreste Biancoli (1950)
- Black and white, dirección de Oreste Biancoli (1951)
- Dove vai se il cavallo non ce l'hai?, dirección de Giulio Scarnicci y Renzo Tarabusi (1951)
- Barbanera, buon tempo si spera, dirección de Giulio Scarnicci y Renzo Tarabusi (1953)
- Ciao fantasma, dirección de Giulio Scarnicci y Renzo Tarabusi (1952)
- Passo doppio, dirección de Giulio Scarnicci y Renzo Tarabusi (1954)
- Campione senza volere, dirección de Giulio Scarnicci y Renzo Tarabusi (1955)
- Okay fortuna!, dirección de Marcello Marchesi (1956)
- Sayonara Butterfly, dirección de Marcello Marchesi (1958)
- I fuoriserie, dirección de Marcello Marchesi (1957)
- Un juke-box per Dracula, dirección de Marcello Marchesi (1959)

## Filmografía

### Actor
- Partenza ore 7, de Mario Mattoli (1946)
- I due orfanelli, de Mario Mattoli (1947)
- Fifa e arena, de Mario Mattoli (1948)
- Totò sceicco, de Mario Mattoli (1950)
- Amor non ho... però... però, de Giorgio Bianchi (1951)
- Napoleone, de Carlo Borghesio (1951)
- Lo sai che i papaveri, de Vittorio Metz y Marcello Marchesi (1952)
- 5 poveri in automobile, de Mario Mattoli (1952)
- Noi due soli, de Marino Girolami (1952)
- Café Chantant, de Camillo Mastrocinque (1953)
- L'amore in città, episodio "Gli italiani si voltano", de Alberto Lattuada (1953)
- Ridere! Ridere! Ridere!, de Edoardo Anton (1954)
- Assi alla ribalta, de Ferdinando Baldi y Giorgio Cristallini (1954)
- La moglie è uguale per tutti, de Giorgio Simonelli (1955)
- Mia nonna poliziotto, de Steno (1958)
- Marinai, donne e guai, de Giorgio Simonelli (1958)
- Il nemico di mia moglie, de Gianni Puccini y Gabriele Palmieri (1959)
- Non perdiamo la testa, de Mario Mattoli (1959)
- Guardatele ma non toccatele, de Mario Mattoli (1959)
- La cambiale, de Camillo Mastrocinque (1959)
- La duchessa di Santa Lucia, de Roberto Bianchi Montero (1959)
- A noi piace freddo...!, de Steno (1960)
- Tu che ne dici?, de Silvio Amadio (1960)
- Le ambiziose, de Tony Amendola (1960)
- Le olimpiadi dei mariti, de Giorgio Bianchi (1960)
- Caccia al marito, de Marino Girolami (1960)
- Il mio amico Jekyll, de Marino Girolami (1960)
- Il principe fusto, de Maurizio Arena (1960)
- Noi siamo due evasi, de Giorgio Simonelli (1960)
- Ferragosto in bikini, de Marino Girolami (1960)
- Gli incensurati, de Francesco Giaculli (1961)
- Sua Eccellenza si fermò a mangiare, de Mario Mattoli (1961)
- Scandali al mare, de Marino Girolami (1961)
- Psycosissimo, de Steno (1961)
- Bellezze sulla spiaggia, de Romolo Guerrieri (1961)
- La ragazza di mille mesi, de Steno (1961)
- Cacciatori di dote, de Mario Amendola (1961)
- Gerarchi si muore, de Giorgio Simonelli (1961)
- Pugni pupe e marinai, de Daniele D'Anza (1961)
- I magnifici tre, de Giorgio Simonelli (1961)
- La ragazza sotto il lenzuolo, de Marino Girolami (1961)
- Maciste contro Ercole nella valle dei guai, de Mario Mattoli (1961)
- Il mantenuto, de Ugo Tognazzi (1961)
- Una domenica d'estate, de Giulio Petroni (1962)
- Il giorno più corto, de Sergio Corbucci (1962)
- Totò diabolicus, de Steno (1962)
- 5 marines per 100 ragazze, de Mario Mattoli (1962)
- I tre nemici, de Giorgio Simonelli (1962)
- I tromboni di Fra' Diavolo, de Giorgio Simonelli (1962)
- El sheriff terrible, de Antonio Momplet (1962)
- Siamo tutti pomicioni, de Marino Girolami (1963)
- Vino, whisky e acqua salata, de Mario Amendola (1963)
- La donna degli altri è sempre più bella, de Marino Girolami (1963)
- Queste pazze, pazze donne, de Marino Girolami (1963)
- Gli imbroglioni, de Lucio Fulci (1963)
- Follie d'estate, de Edoardo Anton y Carlo Infascelli (1963)
- Le tardone, de Marino Girolami (1964)
- I maniaci, de Lucio Fulci (1964)
- I marziani hanno 12 mani, de Franco Castellano y Giuseppe Moccia (1964)
- Amore facile, de Gianni Puccini (1964)
- I gemelli del Texas, de Steno (1964)
- Le motorizzate, de Marino Girolami (1964)
- Veneri al sole, de Marino Girolami (1965)
- Spiaggia libera, de Marino Girolami (1965)
- Amore all'italiana, de Steno (1965)
- Oggi, domani, dopodomani, de Luciano Salce (1965)
- Letti sbagliati, de Steno (1965)
- I figli del leopardo, de Sergio Corbucci (1965)
- Gli eroi del West, de Steno (1965)
- Veneri in collegio (1965)
- Mi vedrai tornare, de Ettore Maria Fizzarotti (1966)
- 7 monaci d'oro, de Moraldo Rossi (1966)
- Dio, come ti amo!, de Miguel Iglesias (1966)
- Per qualche dollaro in meno, de Mario Mattoli (1966)
- Ringo e Gringo contro tutti, de Bruno Corbucci (1966)
- Il vostro superagente Flit, de Mariano Laurenti (1967)
- Riderà (Cuore matto), de Bruno Corbucci (1967)
- Franco, Ciccio e le vedove allegre, de Marino Girolami (1967)
- Granada, addio!, de Marino Girolami (1967)
- Sette volte sette, de Michele Lupo (1968)

### Guionista
- Il trapianto, de Steno (1970)
- Armiamoci e partite!, de Nando Cicero (1971)
- Il vichingo venuto dal sud, de Steno (1971)
- Il terrore con gli occhi storti, de Steno (1972)
- La schiava io ce l'ho e tu no, de Giorgio Capitani (1972)
- L'uccello migratore, de Steno (1972)
- L'arbitro, de Luigi Filippo D'Amico (1974)
- Il domestico, de Luigi Filippo D'Amico (1974)
- Il gatto mammone, de Nando Cicero (1975)
- Spogliamoci così, senza pudor, de Sergio Martino (1976)
- Il ficcanaso, de Bruno Corbucci (1981)
- Fico d'India, de Steno (1980)
- Sbirulino, de Flavio Mogherini (1982)

## Televisión

### Presentador y cómico en variedades
- Un due tre, con Ugo Tognazzi (Rai 1: 1954–1959)
- Lui e lei, dirección de Vito Molinari (1956)
- Canzonissima, dirección de Antonello Falqui ( 1958, 1969)
- Il tappabuchi, dirección de Vito Molinari (1967)
- Su e giù, dirección de Eros Macchi (Rai 2: 1968)
- Sai che ti dico?, dirección de Antonello Falqui (1972)
- Rivediamoli insieme, dirección de Lino Procacci y Piero Turchetti (1974)
- Tante scuse, dirección de Romolo Siena (1974)
- Di nuovo tante scuse, dirección de Romolo Siena (1975–1976)
- Noi... no!, dirección de Romolo Siena ( 1977–1978)
- Io e la Befana, dirección de Romolo Siena (1978–1979)
- Una rosa per la vita, dirección de Luigi Bonori y Daniele D'Anza (1980, 1981, 1982)
- Sette e mezzo (1980)
- Stasera niente di nuovo, dirección de Romolo Siena (1981)
- Attenti a noi due, dirección de Romolo Siena (1982)
- Attenti a noi due 2, dirección de Davide Rampello (1983)
- Zig Zag, dirección de Laura Basile y Luigi Ciorciolini (1983–1986)
- SandraRaimondo Show, dirección de Mario Bianchi y Romolo Siena (1987)
- Il gioco dei 9, dirección de Rinaldo Gaspari y Paolo Zenatello (1988–1990)
- Quel motivetto (1990)
- Buon compleanno Canale 5, dirección de Stefano Vicario (1990–1991)
- Pressing (1991–1999)
- Studio Tappa (1994, 1996)
- Festival de la Canción de San Remo (1998, 2008])
- I tre tenori (1998)
- Liga de Campeones de la UEFA (2000–2006)
- La fabbrica del sorriso, dirección de Fabio Calvi (2003)
- Sandra e Raimondo Supershow, dirección de Beppe Recchia (2004)

### Actor
- Giro a segno (1956)
- Natale con chi vuoi (1956)
- Appuntamento a Roma (1957)
- Il signore di mezza età, de Gianfranco Bettetini (1963)
- Il giocondo, de Gianfranco Bettetini (1963–1964)
- Biblioteca di Studio Uno (1964)
- Qui Stoccolma vi parla Raimondo Vianello (1965)
- Casa Vianello, de Cesare Gigli (1988)
- Casa Vianello, de Paolo Zenatello (1990, 1991, 1992, 1993, 1994, 1995)
- Cascina Vianello, de Paolo Zenatello (1996)
- I misteri di Cascina Vianello: "Un matrimonio e un funerale", de Gianfrancesco Lazotti (1997)
- I misteri di Cascina Vianello: "Pericolo sul filo di lana", de Gianfrancesco Lazotti (1997)
- I misteri di Cascina Vianello: "Quattro assi per una rapina", de Gianfrancesco Lazotti (1997)
- I misteri di Cascina Vianello: "Delitto al circo", de Gianfrancesco Lazotti (1997)
- I misteri di Cascina Vianello: "Paura nella stalla", de Gianfrancesco Lazotti (1997)
- Casa Vianello, de Fosco Gasperi (2000, 2001, 2003)
- Casa Vianello, de Maurizio Simonetti (2003, 2004, 2005, 2006)
- Casa Vianello, de Francesco Vicario (2006, 2007, [2008]])
- Crociera Vianello, de Maurizio Simonetti (2008)

### Guionista
- Casa Vianello (1988–1994)
- Cascina Vianello, de Paolo Zenatello (1996)

## Radio
- L'imperfetto, de Giulio Scarnicci y Renzo Tarabusi, con Ugo Tognazzi, Alighiero Noschese y Peppino Mazzullo (1956)
- Gran varietà, con Sandra Mondaini (1964)
- Più di così, con Sandra Mondaini y Ornella Vanoni (1977)

## Premios
- Gran Oficial de la Orden al Mérito de la República Italiana, nombrado el 26 de junio de 1996.[8]
- El 7 de diciembre de 1991 fue nombrado ciudadano benemérito de Milán, recibiendo la Medalla de Oro de la Ciudad.
- Telegatto por Zig Zag, emisión de 1985
- Telegatto especial a los 25 años de carrera (1987)
- Telegatto por Casa Vianello (1991)
- Premio Regia Televisiva por Casa Vianello (1991)
- Telegatto por Pressing (1992)
- Telegatto a su carrera (1998)
- Telegatto por 10 años de Casa Vianello (1999)
- Premio Il Campione (2001)
- Telegatto por Casa Vianello (2002)
- Premio Credere nella Ricerca AIRC (2003)
- Telegatto por Casa Vianello (2004)
- Premio Carlo Porta (2005)
- Premio a la carrera de la SIAE (2008)
- Premio Isimbardi a su memoria (2010)
- Premio Massimo Troisi (2010)